# Maksymilian Siemianowski
Maksymilian Franciszek Ksawery Siemianowski, niem. Maximilian Ritter von Siemianowski (ur. 1810 w Sanoku, zm. 7 kwietnia 1878 tamże) – polski urzędnik, starosta cyrkułu sanockiego, c. k. radca Namiestnictwa, artysta malarz.

## Życiorys

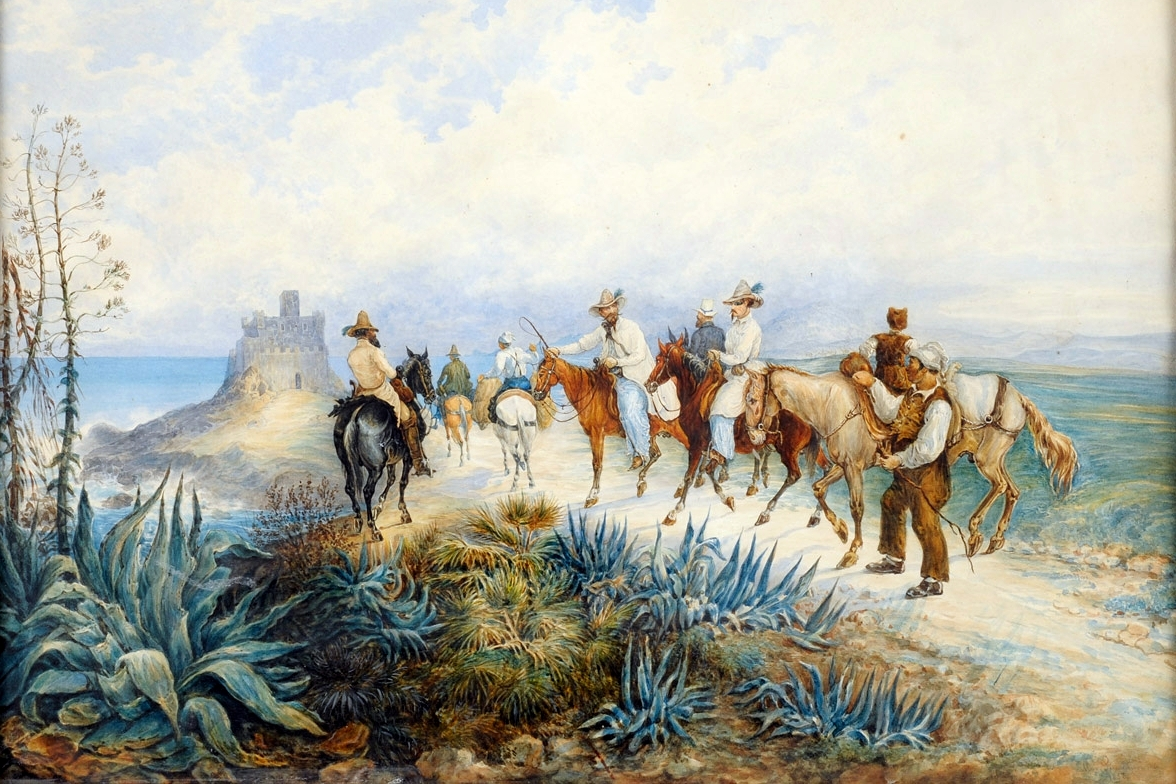
Obraz Maksymiliana Siemianowskiego

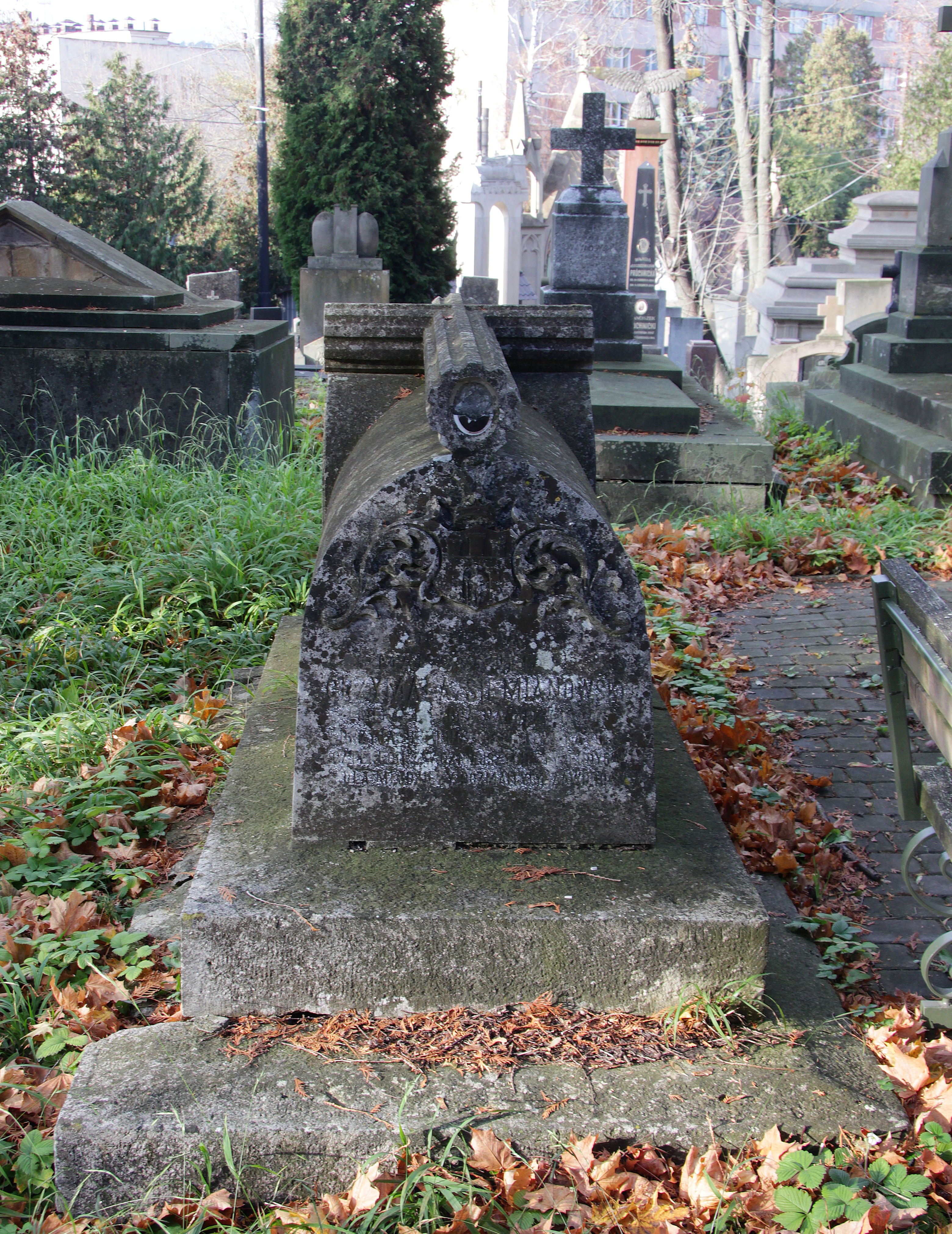
Nagrobek Maksymiliana Siemianowskiego

Pochodził z rodu Siemianowskich. Wśród jego przodków był uczestnik bitwy wiedeńskiej w 1683 oraz stryj, płk Euzebiusz Siemianowski (1765-1840, powstaniec kościuszkowski i uczestnik wojen napoleońskich, powstaniec listopadowy). Maksymilian Siemianowski urodził się w 1810 w Sanoku w rodzinie ziemiańskiej jako syn Józefa (także jako Joseph von Siemianowski) i Antoniny z domu Janickiej (zm. w 1868 w Sanoku w wieku 84 lat). Ojciec był komisarzem cyrkułu (starostwa) sanockiego w latach 90. XVIII wieku i 10. XIX wieku, tuż przed śmiercią mianowany starostą obwodu sanockiego. Prawdopodobnie rodzina Siemianowskich była spokrewniona z Arturem Grottgerem. Maksymilian Siemianowski miał troje rodzeństwa. Wraz z bratem Franciszkiem Ksawerym (ur. 1811) niemal równolegle od 1818 do 1831 uczył się w Akademii Theresianum w Wiedniu, a równocześnie pobierał prywatne lekcje nauki w kierunku artystycznym u Friedricha Gauermanna. Od 1832 pracował w austriackiej służbie urzędniczej. Następnie pracował jako praktykant konceptowy ministerstwa stanu, w 1844 został koncypistą ministerialnym. W wyniku zniechęcenia wywołanego dyskryminacją przez przełożonych i brakiem awansu, po uzyskaniu w 1846 urlopu (pierwotnie w wymiarze dwóch miesięcy, zaś w praktyce wydłużonego do dwóch lat) wyjechał z bratem do Włoch, odbywali podróż po tym kraju o charakterze zarówno krajoznawczym jak i artystycznym. Efektem wyprawy był album zawierający prace malarskiej i rysunkowe. W 1848 powrócili do Wiednia. Od 1849 był zatrudniony w ministerstwie stanu. W 1850 został komisarzem powiatowym w Hallstadt (Franciszek otrzymał wówczas analogiczne stanowisko w Krems). Opuszczając urząd w Hallstadt otrzymał tytuł honorowego obywatelem tego rejonu, podpisany przez przedstawicieli 32 tamtejszych gmin (za starania w budowie dróg, szkół, za gospodarność, sprawiedliwość, za godne traktowanie ludzi). Następnie został konserwatorem zabytków architektonicznych i naczelnikiem komitatu (okręgu administracyjnego) w Lewoczy. W trwającym okresie zaboru austriackiego w ramach autonomii galicyjskiej obaj bracia jednocześnie uzyskali przeniesienia na stanowiska w urzędach na obszarach polskich: w 1860 Maksymilian został mianowany na urząd zwierzchnika cyrkułu sanockiego (niem. Kreisvorsteher) (zaś Franciszek na analogiczne stanowisko w Stryju, lecz w drodze celem jego objęcia zmarł). Pełnił tę posadę w latach 60. XX wieku (przed reformą administracyjną), również w czasie powstania styczniowego 1863, gdy pośrednio sprzyjał jego uczestnikom (np. uprzedzał o rewizjach, w tym Walentego Lipińskiego), a poza tym jako tworzył prace nawiązującego do tej insurekcji. Urzędował na Zamku Królewskim w Sanoku. W 1864 otrzymał tytuł c. k. radcy Namiestnictwa (Statthalterei Rath). Od około 1865 równolegle ze urzędem zwierzchnika cyrkułu pełnił także stanowisko naczelnika okręgu sanockiego (Bezirk) w ramach cyrkułu sanockiego (wcześniej pełnione przez Karla Kranzberga). Po dokonanej reformie administracyjnej od 10 stycznia 1867 sprawował stanowisko starosty (naczelnika) c. k. powiatu sanockiego. Od około 1868 był starostą powiatu bialskiego. Według innych źródeł po reformie 1867 i mianowaniu na urząd starosty sanockiego podał się do dymisji, następnie nie przyjął zaproponowanej posady wicenamiestnika, a na przełomie 1868/1869 przeszedł na emeryturę. Był członkiem dyrekcji Towarzystwa Oszczędności i Zaliczek w Sanoku (zał. 1874).
Podobnie jak brat Franciszek Ksawery, podczas swojej kariery zawodowej i urzędniczej równolegle rozwijał działalność malarską. Tworzył akwarele. Malował obrazy do 1858. Od 1858 był członkiem Towarzystwa Naukowego Krakowskiego. Działał społecznie. Kierował komitetem pomocy pogorzelcom po pożarze w Sanoku w 1873. Był ceniony w społeczeństwie.
Około 1865 otrzymał tytuł Honorowego Obywatela Królewskiego Wolnego Miasta Sanoka decyzją Rady Gminnej za zasługi w umacnianiu jedności społeczeństwa, w krzewieniu patriotyzmu, w gospodarczym rozwoju Sanoka (nie został wymieniony w oficjalnej liście nagrodzonych sporządzonej przez historyka Edwarda Zająca).
Maksymilian i Franciszek Siemianowscy przyjaźnili się z Wincentym Polem. Życie obu braci opisał Wincenty Wdowiszewski w dramacie pt. Dwaj polscy malarze (Bracia Siemianowscy) z 1881. Według Wdowiszewskiego Maksymilian Siemianowski był pod pewnymi względami prekursorem twórczości autorstwa Jana Matejki.
Maksymilian Siemianowski jako kawaler zamieszkiwał do końca życia w Sanoku w domu pod numerem konskrypcyjnym 180. Zmarł 7 kwietnia 1878 w Sanoku. Jego zwłoki zostały przewiezione do Lwowa, gdzie zostały pochowane w grobowcu rodzinnym na Cmentarzu Łyczakowskim 10 kwietnia 1876.
Franciszek Ksawery Siemianowski w testamencie zapisał całość majątku swojemu bratu, Maksymilianowi, z zastrzeżeniem przeznaczenia go na cele publiczne. W testamencie sporządzonym w 1867 Maksymilian Siemianowski wyraził wolę przekazania po swojej śmierci biblioteki i prac artystycznych na rzecz krakowskiej Akademii Umiejętności. W ostatniej woli majątek swój i brata (liczący ok. 60 tys. zł. w papierach publicznych zapisu długu państwa oraz realności wartości do 10 tys. zł.) polecił rozdysponować w czterech równych częściach na następujące fundacje: (1) na fundację dla wdów po nauczycielach  szkół ludowych w Galicji polskiej i ruskiej narodowości, (2) na stypendia dla słuchaczy Uniwersytetu Lwowskiego i Krakowskiego tudzież Akademii Politechnicznej, (3) na fundację celem wyposażenia biednych dziewcząt z mniejszych miast Galicji, (4) na stypendium dla jednego lub dwóch uczniów poświęcających się sztuce malarskiej, polskiej narodowości, celem wykształcenia się za granicą; zaś egzekutorem testamentu mianował Wydział Krajowy we Lwowie. W wyniku testamentu z 18 listopada 1869 w 1886 zostały założone „Fundacja Maksymiliana i Franciszka Ksawerego Siemianowskich dla ubogich uczniów c. k. galicyjskich wszechnic i c. k. Szkoły Politechnicznej we Lwowie” oraz „Fundacja Maksymiliana i Franciszka Ksawerego Siemianowskich dla młodzieży polskiej oddającej się sztuce malarstwa i miedziorytnictwa”. Ponadto w 1886 powstały „Fundacja śp. Maksymiliana i Franciszka Ksawerego Siemianowskich dla wdów po nauczycielach ludowych”, „Fundacja posagowa śp. Maksymiliana i Franciszka Ksawerego Siemianowskich” (celem wspierania biednych moralnie się prowadzących dziewcząt, córek mieszczan wszystkich miast i miasteczek galicyjskich z wyjątkiem Lwowa i Krakowa). Decyzją z 1902 spuścizna po braciach Siemianowskich została przekazana z Akademii Umiejętności jako depozyt do Muzeum Narodowego w Krakowie. W późniejszym czasie została ulokowana w oddziale tej instytucji, a mianowicie w Muzeum im. Emeryka Hutten-Czapskiego. Po śmierci braci ich prace były wystawiane na przełomie XIX/XX na wystawach w Krakowie i we Lwowie.